# بورگوارد بی‌ایکس۷
بورگوارد BX7 یک SUV لوکس به‌حساب می‌آید که به‌عنوان اولین محصول این شرکت آلمانی پس از بازیابی قدرتش در نمایشگاه بین‌المللی خودروی فرانکفورت ۲۰۱۵ به نمایش درآمد.
این شاسی‌بلند آلمانی موفق شده تا در سال ۲۰۱۷ برنده جایزه طراحی Red Dot Design شود.
طراحی داخلی این خودرو مجهز به فناوری‌های کاربرپسند و منحصربه‌فرد است که ارائه‌کننده تجربه تعاملی کاربر همراه باظرافت و زیبایی می‌باشد. طراحی بیرونی آن نیز با الهام گرفتن از اتومبیل اصیل ایزابلا به سرانجام رسیده است.
بورگوارد BX7 در دو مدل ساده و TS عرضه‌شده است. مدل TS دارای یکسری ویژگی‌های منحصربه‌فرد می‌باشد که شامل فضای کابین مجلل‌تر، جلوپنجره‌ای متفاوت با الگوهای مشبک الماس مانند که شبیه به آرم این کمپانی طراحی‌شده، چرخ‌های بزرگ‌تر، ریل‌های روی سقف و به‌طورکلی ظاهری اسپرت تر می‌باشد که در دو نوع تک و دو دیفرانسیل و در مدل‌های پنج، شش یا هفت سرنشینه عرضه می‌شود.
بورگوارد BX7 در تمام مدل‌ها از پیشرانهٔ ۴ سیلندر خطی ۲ لیتر توربوشارژ بهره می‌برد که توانایی تولید ۲۲۴ اسب بخار را در ۵۵۰۰ دور بر دقیقه و ۳۰۰ نیوتن متر را در ۱۵۰۰ تا ۴۵۰۰ دور بر دقیقه دارد. این خودرو از جعبه‌دندهٔ هفت سرعته دو کلاچه ساخت شرکت بورگ‌وارنر بهره می‌برد که قدرت تولیدشده را در مدل فول به هر چهارچرخ انتقال می‌دهد و می‌تواند به حداکثر سرعت ۲۰۶ کیلومتر بر ساعت برسد.
مدل کانسپت بورگوارد BXi7 با پیشرانهٔ تمام برقی نیز در نمایشگاه خودروی شانگهای ۲۰۱۷ معرفی‌شد که می‌تواند ۲۷۲ اسب بخار قدرت و ۴۰۰ نیوتن متر گشتاور تولید کند. بنا بر ادعای شرکت سازنده، این خودرو با یک‌بار شارژ کامل حدوداً می‌تواند ۵۰۰ کیلومتر را طی کند و به حداکثر سرعت ۲۰۰ کیلومتر بر ساعت برسد. به بیان بورگوارد این خودرو قابلیت این را دارد که تنها با ۳۰ دقیقه اتصال به درگاه شارژ سریع تا ۸۰ درصد شارژ آن افزایش یابد و از شتاب ۰ تا ۱۰۰ معادل ۶٫۵ ثانیه برخوردار است. این خودرو ازنظر ظاهری تفاوت‌هایی با مدل BX7 دارد که شامل جلوپنجره‌ای متفاوت با الگوهای مشبک الماس مانند که شبیه به آرم این کمپانی طراحی‌شده و استفاده از رده‌های رنگی آبی در بسیاری از قسمت‌ها است که شامل بخش‌هایی مانند جلوپنجره، چراغ‌های جلو، آینه‌ها، رینگ‌ها، صندلی‌ها، داشبورد و… می‌باشد.
بورگوارد BX7 توسط شرکت کیان موتور وارنا نمایندگی رسمی بورگوارد در ایران، به بازار کشور وارد می‌شود علاوه بر این، کیان موتور قصد دارد تا در آینده خط مونتاژ این خودرو را نیز در ایران راه بیندازد.

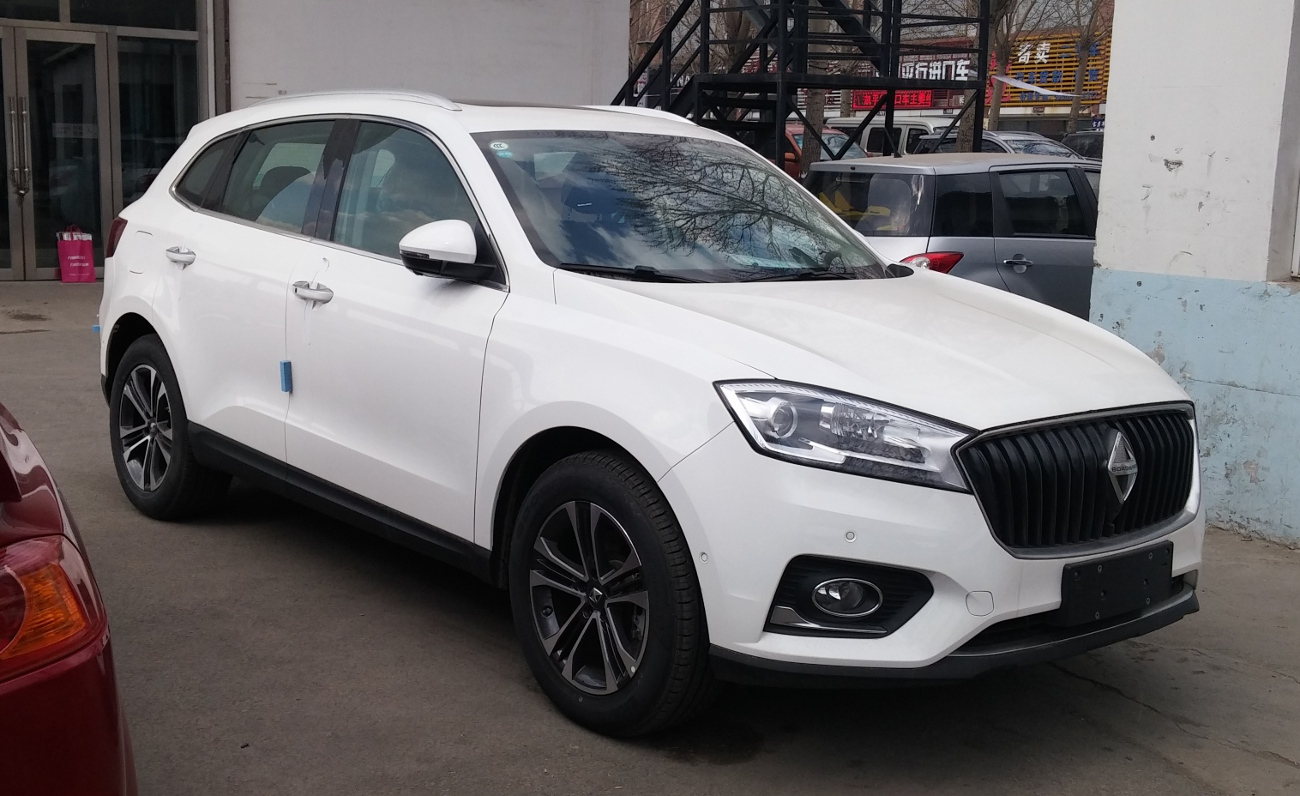
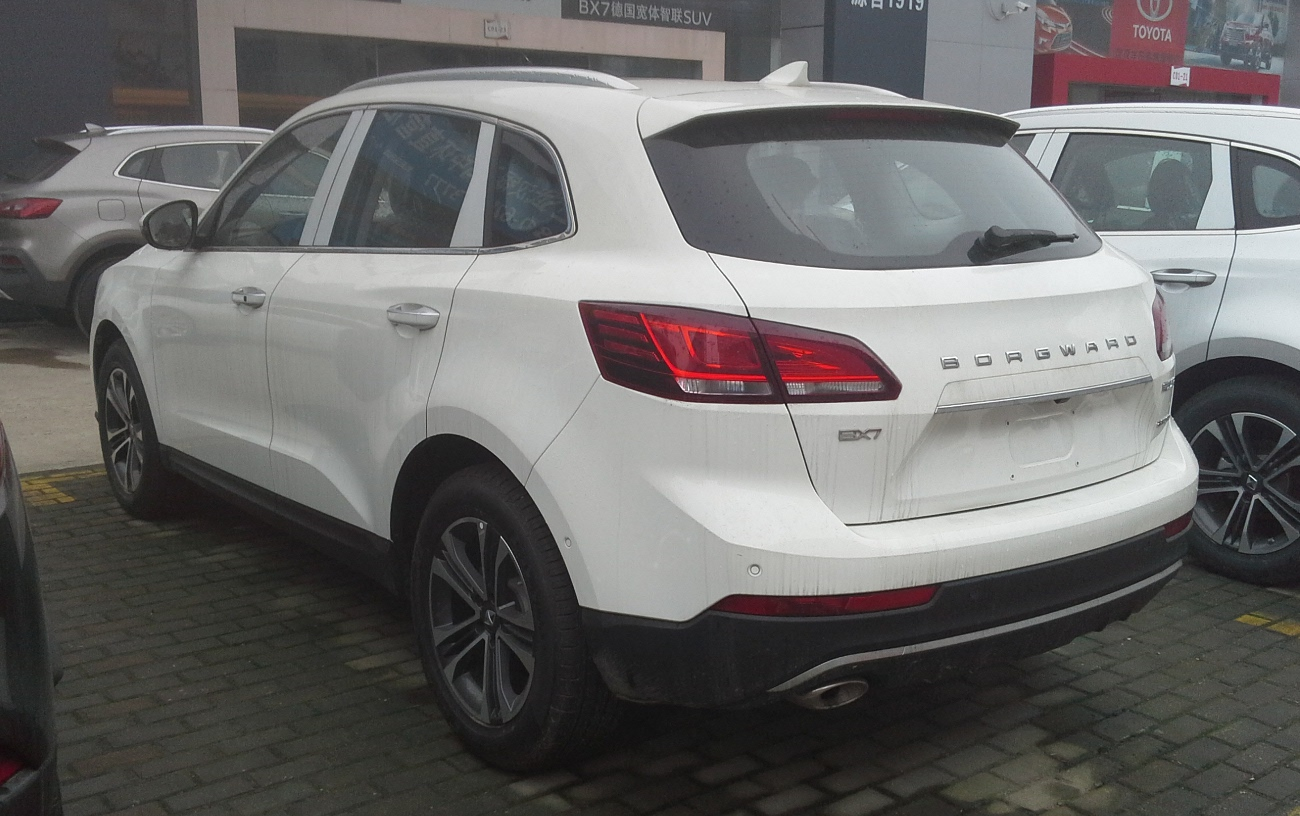
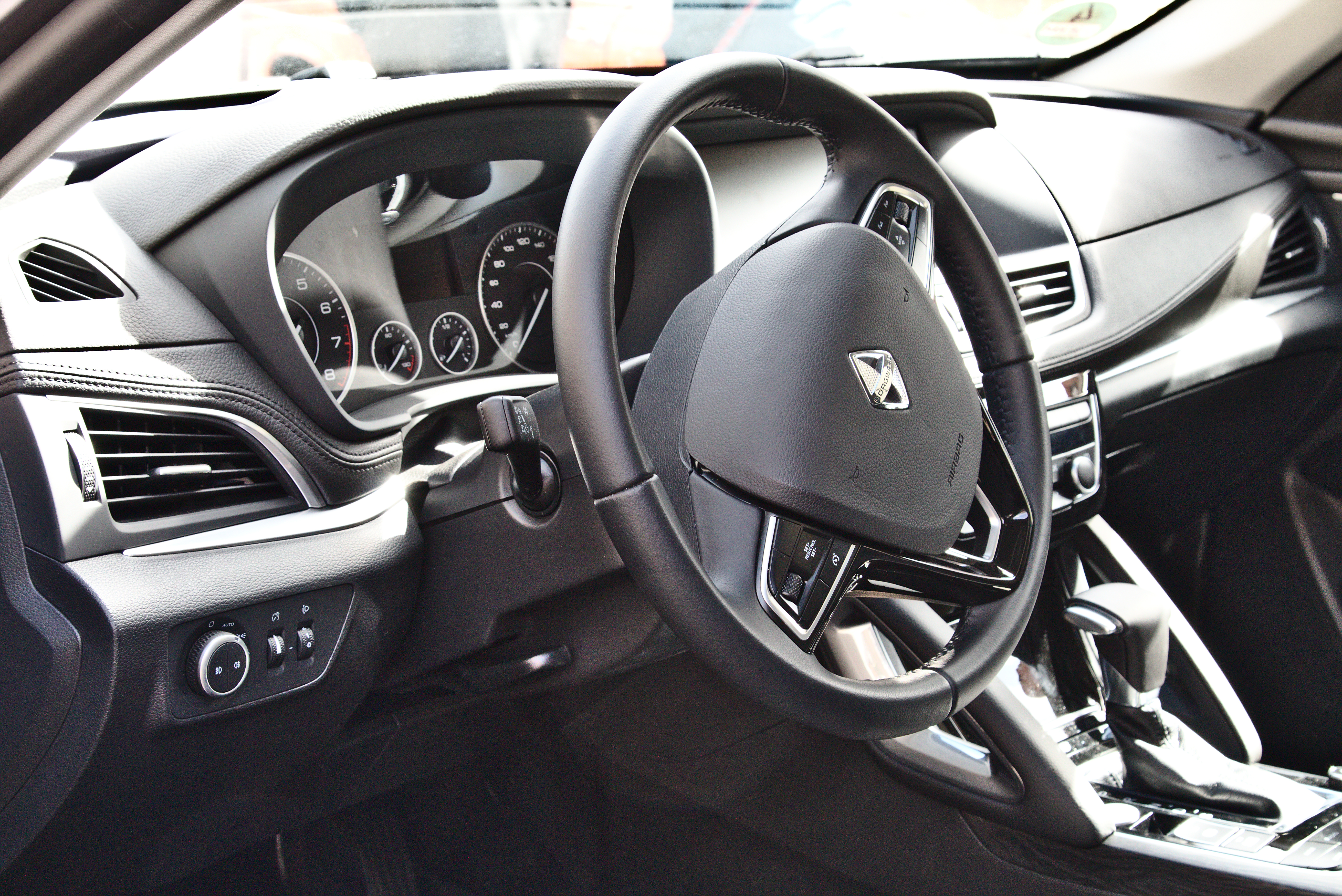
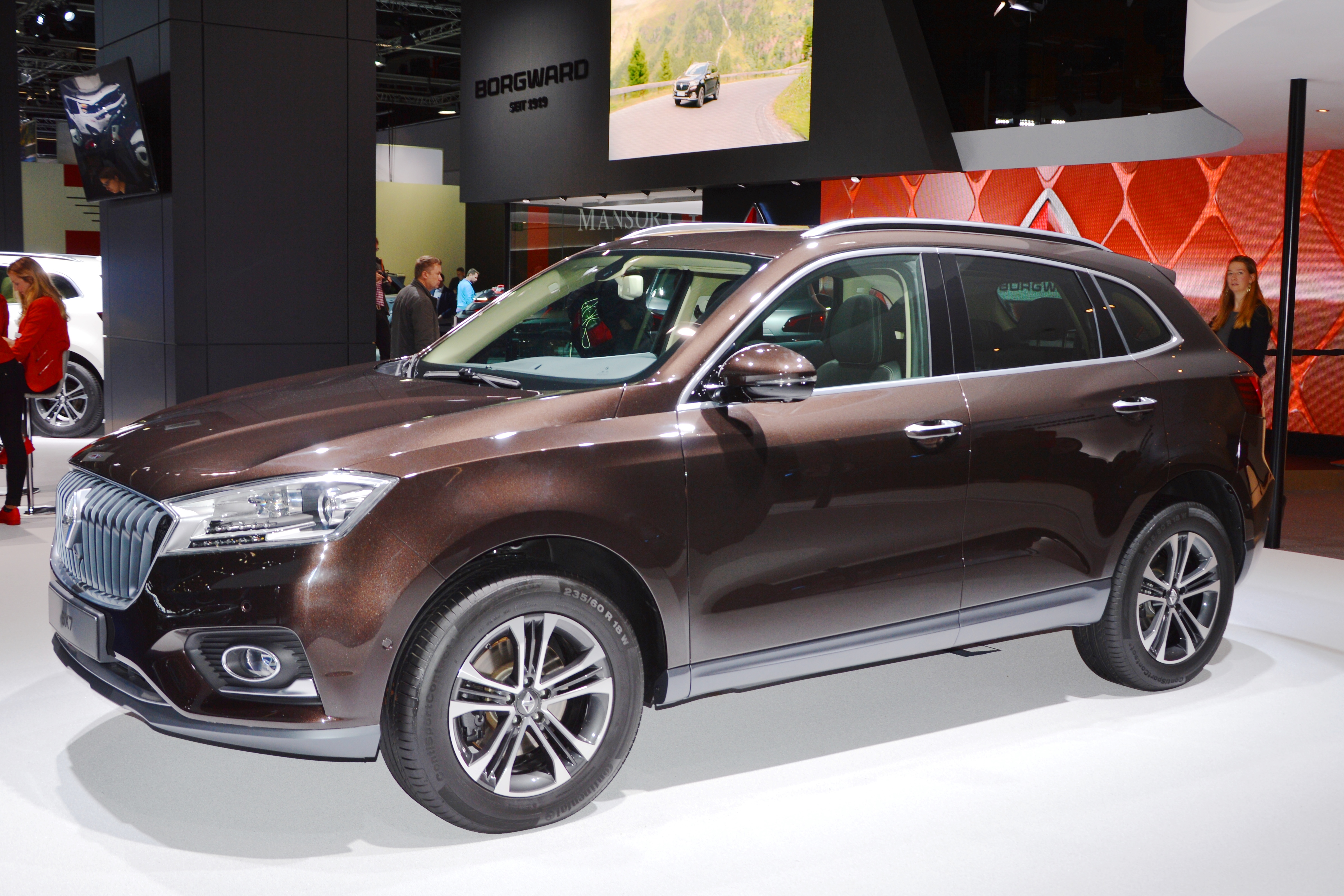
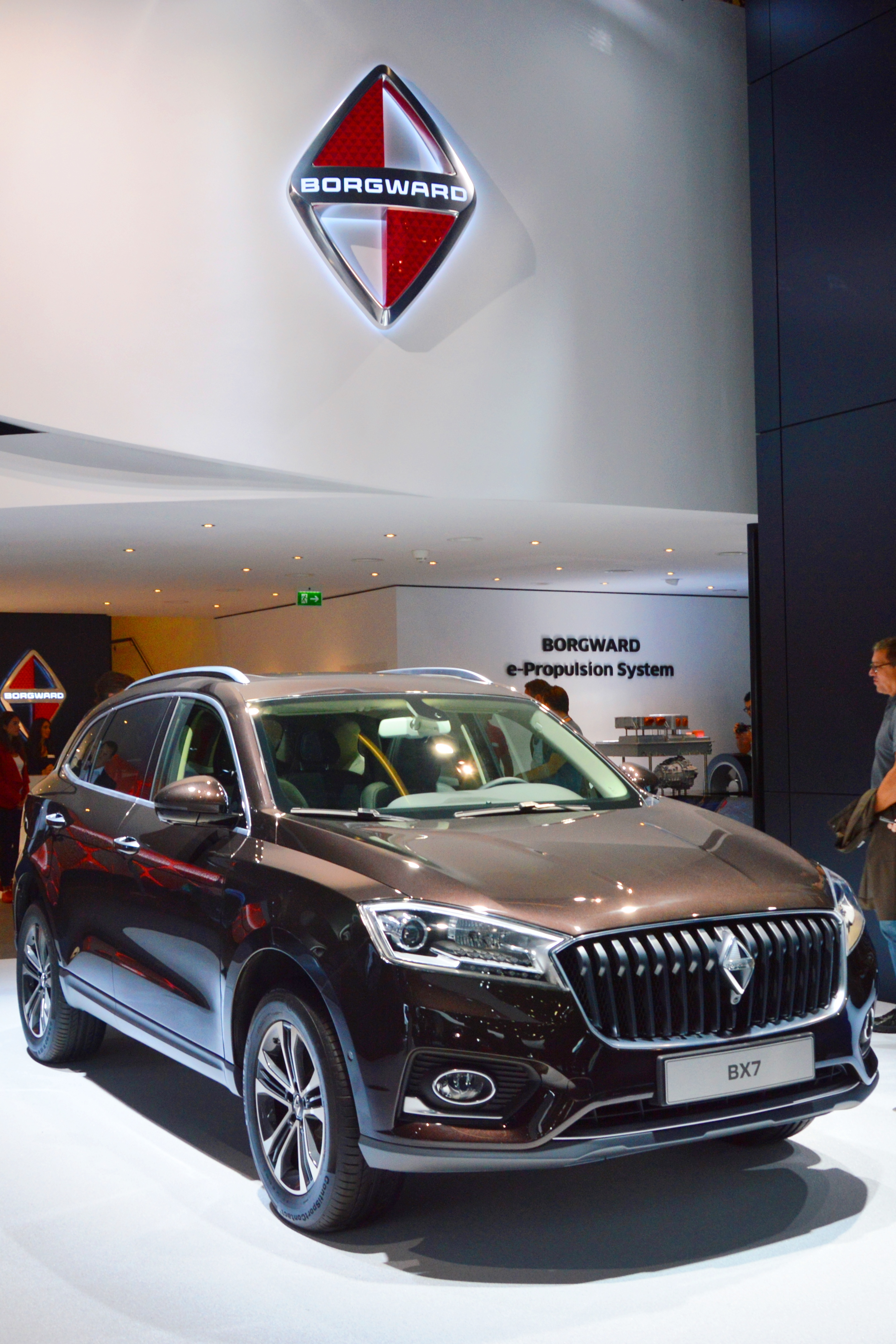
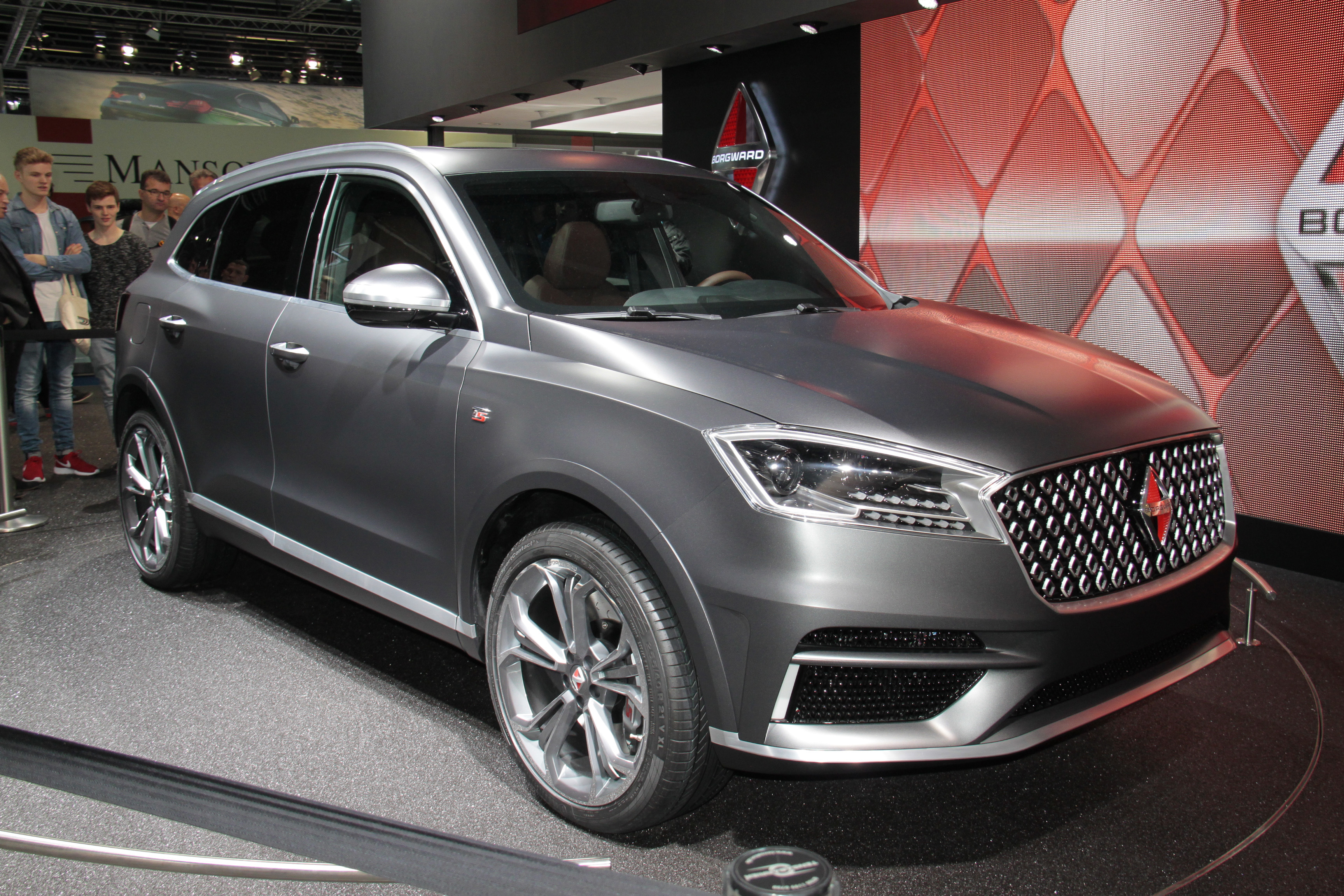
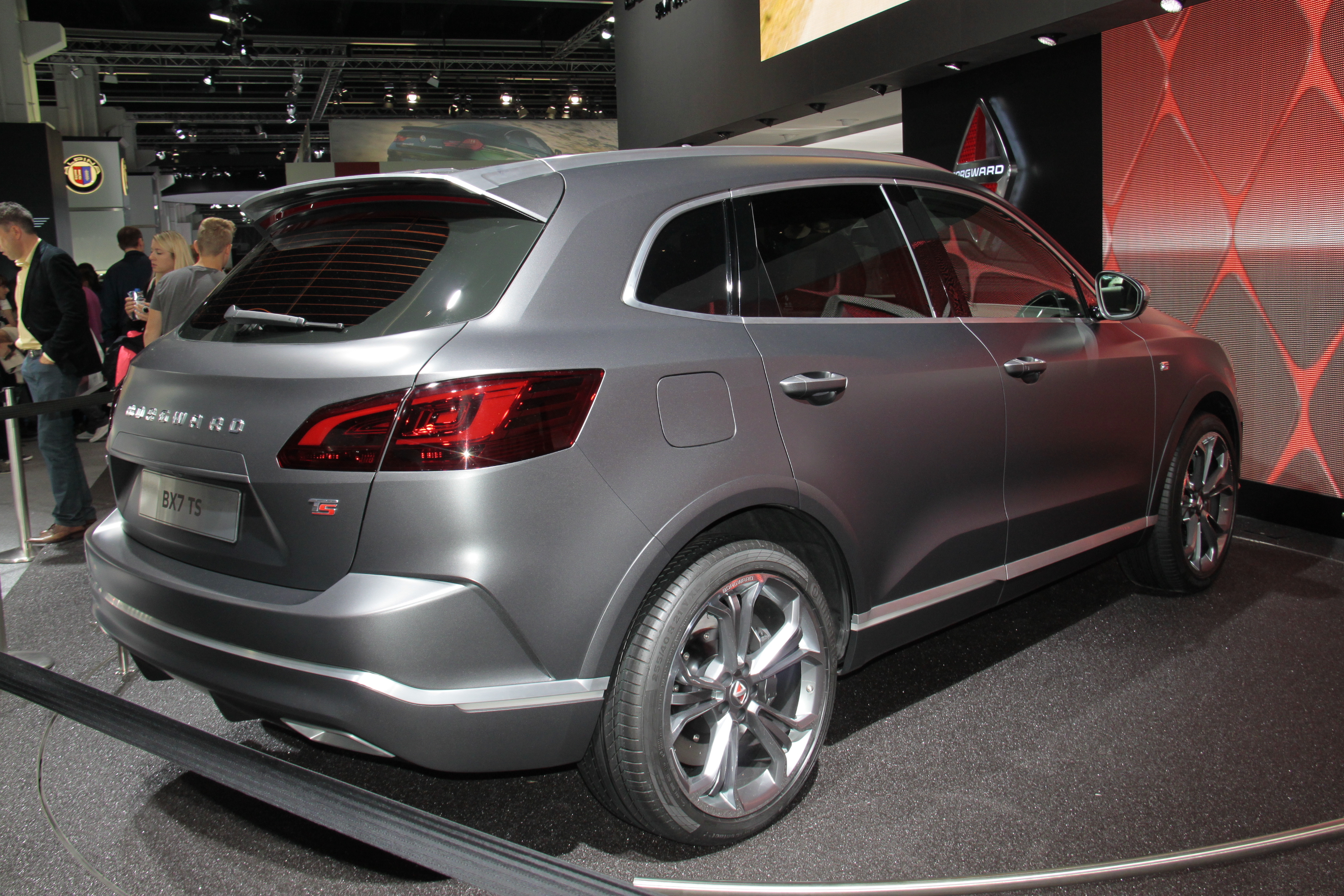
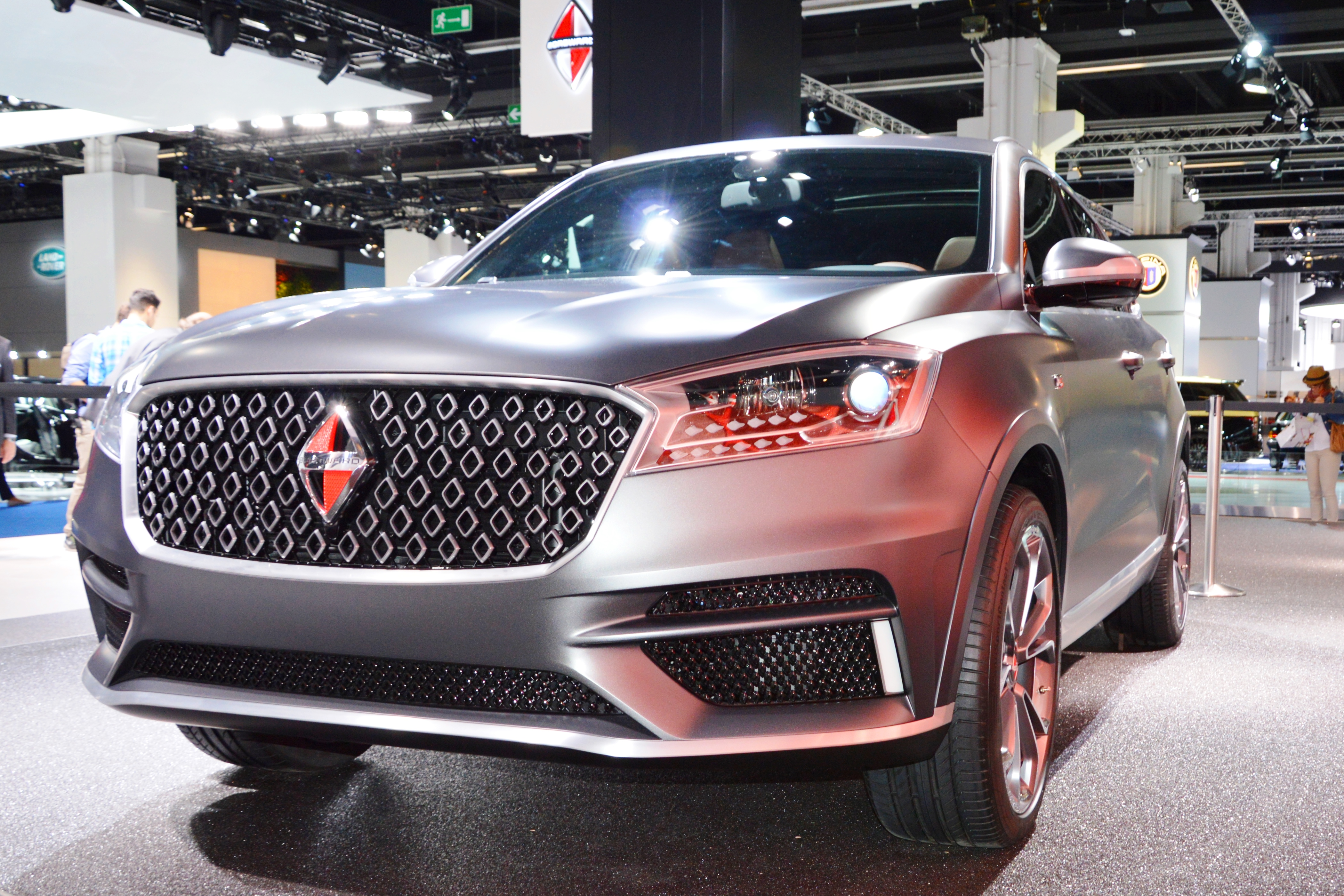